# Хоббитские игрища
Хоббитские игрища — ежегодная ролевая игра на местности, проводимая на территории СНГ.
В октябре 1989 года в рамках подготовки к первому собранию началось издание газеты "Палантир" (позднее началось изготовление сувенирно-рекламной продукции - плакатов, вымпелов и др.).
ХИ проводятся по авторскому миру Арды Толкиена, по определённому его периоду и, как правило, охватывают все аспекты поведения персонажей (боевые, магические, индивидуальные, групповые и т.п.).
Традиционно, «всесоюзные» ХИ проводятся в первую неделю августа. Организует их какой-нибудь крупный клуб ролевых игр.
ХИ — игра командная. Повелось так с ХИ-91. Группа людей посылает в оргкомитет заявку на участие. Причём сразу — на определенную «страну», местность — например, Лориэн. Если заявку утверждают, то команде выделяется определенное количество мест, например, 25. Причём организаторы могут игрового лидера назначить не из команды.

## Список проводившихся ХИ
- 4-11 августа 1990 года под Красноярском прошла первая всесоюзная игра Хоббитские игрища[1]. Участвует примерно 130 человек со всего Союза.[2]
- 1991 год — Подмосковье, долина реки Яхрома близ села Ильинское. Мастерская группа «Город Мастеров», Школа на Хавской.
- 1992 год — Уфа, Башкирия
- 1993 год — проводилось две региональных ХИ примерно равного масштаба.
  - Самара
  - Екатеринбург
- 1994 год — проходили близ деревни Журавлиха, недалеко от станции Шаховская (граница Московской и Тверской областей).
- 1995 год — ХИ проходили у поселка Шелангер (республика Марий Эл) — между городами Йошкар-Ола и Казань. Одна из самых массовых игр того времени. После данной игры появилось много песен и легенд. Эльфище написал здесь песни «Барук-Казад» и «Гномий легион», на игре была Хелависа (группа Мельница).
- 1996 год — проходили под Екатеринбургом. На полигоне, названном «Кериметр» за его огромные размеры (рядом с «Чертовым городищем»)
- 1997 год — ХИ также проходили у поселка Шелангер (республика Марий Эл) — между городами Йошкар-Ола и Казань.
- 1998 год — ХИ прошла под Екатеринбургом, Михайловский полигон расположенный рядом с Михайловское водохранилище (Свердловская область).
- 1999 год — Подмосковье
- 2000 год — ХИ прошла под Екатеринбургом, Михайловский полигон расположенный рядом с Михайловское водохранилище (Свердловская область).
- 2001 год — под Миассом, Челябинская область.
- 2002 год — Михайловский полигон под Екатеринбургом.
- 2003 год — ХИ прошла у поселка Шелангер, лагеря располагались вдоль речки Юшут.
- 2004 год — под Екатеринбургом, станция Талый ключ.[3]
- 2005 год — игра прошла на полигоне недалеко от станции Суслонгер, на берегу речки Юшут.
- 2006 год — на Урале под Михайловском.
- 2007 год — на полигоне Шелангер (республика Марий Эл), по некоторым отзывам была не самой успешной[4][5].
- 2008 год — на Урале.
- 2009 год — МГ «Кречет» провела ХИ в республике Марий Эл.[6]
- 2010 год — Юрий «Юрген» Некрасов с группой товарищей провел ХИ на традиционном уральском полигоне «Михайловский завод». Игра, по мнению большинства игроков, стала лучшей ХИ за последний десяток лет.
- 2016 год — МГ «Серебряный Единорог» провела ХИ на полигоне Озерки вблизи от города Гулькевичи.
- 2018 год — МГ «Каминкон и друзья» провела ХИ на полигоне оз. Двойное в Ленинградской области.
- 2020 год — организаторы игры «Хоббитские игрища 2020» отказались от проведения мероприятия из-за коронавируса[7].